# Effectenbeurs van Bombay

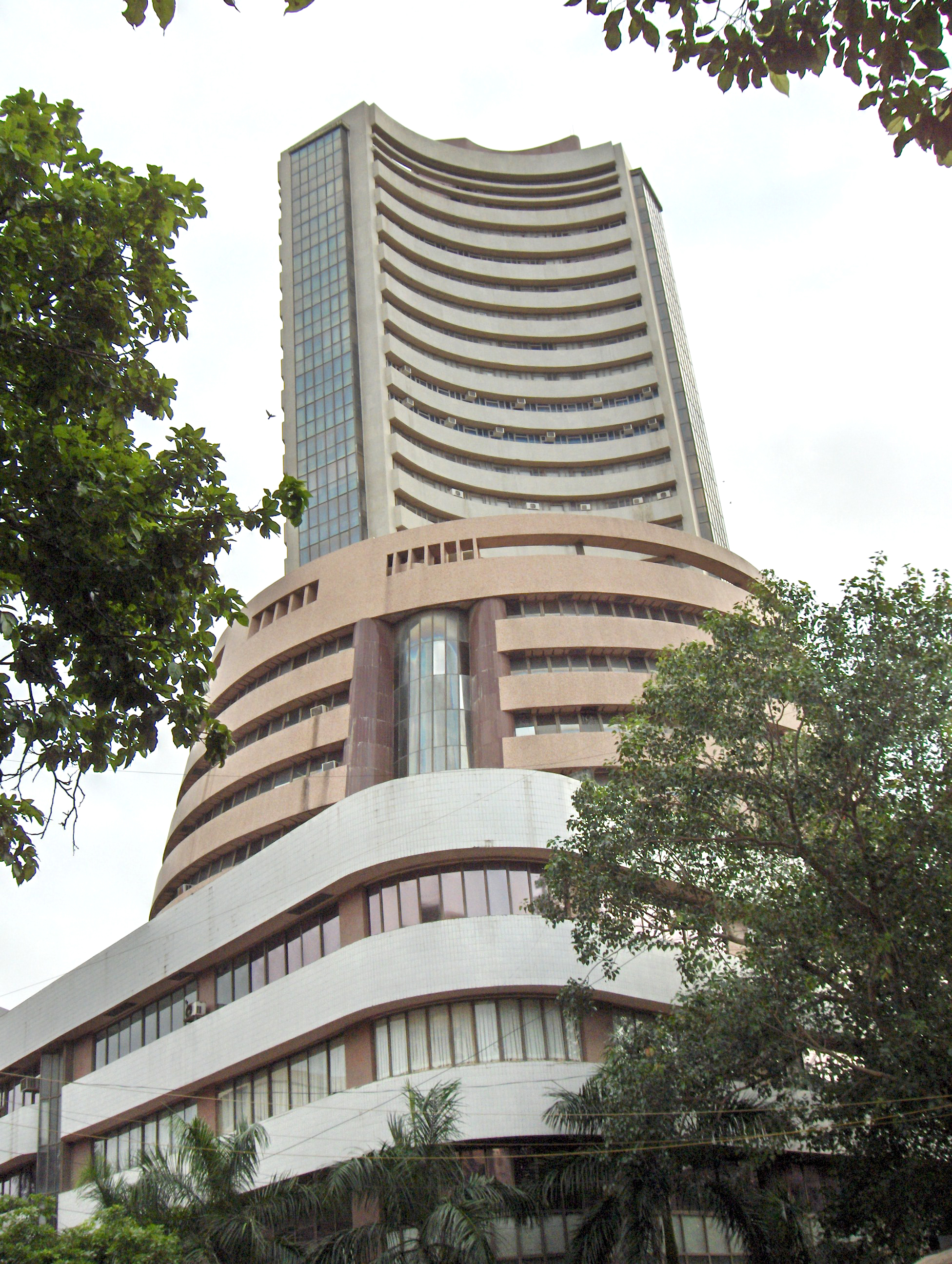
Effectenbeurs van Bombay

De Effectenbeurs van Bombay is de grootste effectenbeurs van India en is gevestigd in Bombay. De beurs wordt ook wel de Bombay Stock Exchange genoemd of afgekort tot BSE. Het was in maart 2018 naar grootte de tiende beurs van de wereld.

## Geschiedenis
De beurs werd opgericht in 1875 als de "The Native Share & Stock Brokers' Association" en is daarmee de oudste Aziatische effectenbeurs. De belangrijkste aandelenindex van India, de BSE Sensex werd in 1986 voor het eerst uitgerekend. Per 31 maart 2018 stonden 5800 bedrijven genoteerd aan de BSE en alle aandelen vertegenwoordigden een totale marktkapitalisatie van US$ 2200 miljard.
In februari 2007 kocht Deutsche Boerse een aandelenbelang van 5% in de Bombay Stock Exchange. De twee gaan samenwerken om nieuwe producten te introduceren en elkaars activiteiten te promoten. Deutsche Boerse ziet de stap als een versterking en uitbreiding van zijn positie in het land.
In 2013 besloten de beurs en S&P Dow Jones Indices samen te gaan werken. S&P zal zijn kennis op het gebied van de indices inbrengen en de namen van de BSE-indices zullen voorafgegaan worden door de letters S&P. De twee hebben Asia Index Pvt Ltd. opgericht waarbij elk een aandelenbelang heeft van 50%.
In februari 2018 werd BSE zelf een beursgenoteerd bedrijf.